# Fotbal Club Sfîntul Gheorghe
Il Fotbal Club Sfîntul Gheorghe è stata una società calcistica moldava di Suruceni.

## Storia
Il club è stato fondato l'11 luglio 2003. I primi anni furono dedicati alle formazioni giovanili, che ben presto si imposero nei campionati locali e nazionali. Tra i titoli conquistati spicca il successo nel torneo Under-18 nella stagione 2006-2007. Nel 2008 lo Sfîntul venne iscritto al campionato di secondo livello, la Divizia A. Concluse il campionato all'undicesimo posto ma, grazie alle ottime infrastrutture, ottenne la licenza "A" e la promozione in Divizia Națională. Concluse i primi campionati disputati nella massima serie sempre nella parte bassa della classifica. Al termine dell'annata 2011-2012 retrocesse nonostante un piazzamento al decimo posto per il mancato rinnovo della licenza. Seguirono cinque stagioni in Divizia A (la seconda serie), terminate con la promozione in massima serie, ottenuta nel 2016-2017. Nel 2018-2019 e 2019-2010 la compagine di Suruceni riuscì a raggiungere la finale di Coppa di Moldavia, dove fu sconfitta in ambo le occasioni. Seconda classificata nel campionato moldavo del 2019, nel 2020-2021 si aggiudicò la Coppa di Moldavia battendo ai tiri di rigore lo Sheriff Tiraspol. La squadra partecipò alla Conference League 2021-2022, da cui fu eliminata al primo turno.

## Stadio
Il club gioca le partite interne allo stadio Suruceni, impianto della capienza di 2 000 posti, di cui 200 a sedere.

## Palmarès

### Competizioni nazionali
- Coppa di Moldavia: 1

2020-2021
- Supercoppa di Moldavia: 1

2021
- Cupa Federației: 1

2020

### Altri piazzamenti
- Campionato moldavo:

Secondo posto: 2019
- Coppa di Moldavia:

Finalista: 2018-2019, 2019-2020, 2021-2022
Semifinalista: 2022-2023
- Divizia A:

Secondo posto: 2016-2017

## Organico

### Rosa 2020
Aggiornata all'8 gennaio 2020.
| N. |                     | Ruolo | Calciatore                    |
| -- | ------------------- | ----- | ----------------------------- |
| 1  | Moldavia (bandiera) | P     | Maxim Railean                 |
| 25 | Moldavia (bandiera) | P     | Marius Marițoi                |
| 33 | Moldavia (bandiera) | P     | Nicolai Calancea              |
| 3  | Moldavia (bandiera) | D     | Maxim Focșa                   |
| 4  | Moldavia (bandiera) | D     | Andrei Novicov                |
| 17 | Moldavia (bandiera) | D     | Petru Ojog                    |
| 19 | Moldavia (bandiera) | D     | Serghei Svinarenco            |
| 97 | Ucraina (bandiera)  | D     | Valerij Stepanenko            |
| 5  | Moldavia (bandiera) | C     | Vitalie Plămădeală (capitano) |

| N. |                     | Ruolo | Calciatore         |
| -- | ------------------- | ----- | ------------------ |
| 7  | Moldavia (bandiera) | C     | Alexandru Suvorov  |
| 8  | Ucraina (bandiera)  | C     | Renat Močuljak     |
| 11 | Moldavia (bandiera) | C     | Mihail Ghecev      |
| 15 | Moldavia (bandiera) | C     | Victor Stînă       |
| 18 | Ucraina (bandiera)  | C     | Jevhen Smirnov     |
| 21 | Moldavia (bandiera) | C     | Eugen Slivca       |
| 22 | Moldavia (bandiera) | C     | Dmitri Mandrîcenco |
| 24 | Senegal (bandiera)  | C     | Sidy Sagna         |
| 88 | Moldavia (bandiera) | C     | Alexandru Vremea   |

### Rosa 2019
| N. |                     | Ruolo | Calciatore         |
| -- | ------------------- | ----- | ------------------ |
| 1  | Moldavia (bandiera) | P     | Nicolai Cebotari   |
| 25 | Moldavia (bandiera) | P     | Dmitrii Burac      |
| 33 | Moldavia (bandiera) | P     | Nicolae Țurcan     |
| 3  | Moldavia (bandiera) | D     | Ghenadie Ochincă   |
| 4  | Moldavia (bandiera) | D     | Iulian Erhan       |
| 15 | Moldavia (bandiera) | D     | Denis Rassulov     |
| 19 | Moldavia (bandiera) | D     | Mihail Tîșcul      |
| 24 | Moldavia (bandiera) | D     | Vladimir Ghinaitis |
| 5  | Moldavia (bandiera) | C     | Vitalie Plămădeală |
| 7  | Moldavia (bandiera) | C     | Mihail Ghecev      |
| 8  | Moldavia (bandiera) | C     | Cristian Cîrlan    |
| 13 | Bahrein (bandiera)  | C     | Mohammed Al-Hardan |

| N. |                     | Ruolo | Calciatore          |
| -- | ------------------- | ----- | ------------------- |
| 17 | Moldavia (bandiera) | C     | Alexandru Suvorov   |
| 18 | Moldavia (bandiera) | C     | Artur Pătraș        |
| 21 | Moldavia (bandiera) | C     | Eugen Slivca        |
| 22 | Moldavia (bandiera) | C     | Alexandru Tofan     |
| 23 | Moldavia (bandiera) | C     | Petru Postoroncă    |
| 35 | Moldavia (bandiera) | C     | Denis Janu          |
| 97 | Moldavia (bandiera) | C     | Eugeniu Spirlicenco |
| 10 | Moldavia (bandiera) | A     | Stanislav Luca      |
| 11 | Moldavia (bandiera) | A     | Nicolae Nemerenco   |
| 30 | Moldavia (bandiera) | A     | Sergiu Istrati      |
| 77 | Moldavia (bandiera) | A     | Dumitru Călăraş     |
| 65 | Serbia (bandiera)   | A     | Njegoš Ristović     |